# 西傑佛遜 (北卡羅萊納州)
西傑佛遜（英語：West Jefferson）是一個位於美國北卡羅萊納州阿什縣的城鎮。

## 人口
根據2020年美國人口普查的數據，西傑佛遜的面積為5.58平方千米，皆為陸地。當地共有人口1279人，而人口密度為每平方千米229人。